# Adefa
 (juin 2024).
Si vous disposez d'ouvrages ou d'articles de référence ou si vous connaissez des sites web de qualité traitant du thème abordé ici, merci de compléter l'article en donnant les références utiles à sa vérifiabilité et en les liant à la section « Notes et références ».
En pratique : Quelles sources sont attendues ? Comment ajouter mes sources ?
Le Groupe de travail des fabricants germano-aryens de l'industrie du vêtement (allemand: Arbeitsgemeinschaft deutsch-arischer Fabrikanten der Bekleidungsindustrie) mieux connu sous le nom d'Adefa, était un syndicat de l'habillement créé en Allemagne en mai 1933, associé à la campagne d'aryanisation plus large du NSDAP. Il avait des objectifs similaires à ceux du Deutsches Mode-Institut, qui était associé au ministère de l'Éducation du peuple et de la Propagande du Reich.

## Aryanisation
L'objectif principal de l'organisation était de ramener l'industrie de la mode en Allemagne sous la propriété des Allemands de souche et d'exclure les Juifs allemands de l'industrie ; un objectif atteint le 15 août 1939, après quoi l'Adefa se dissout. Culturellement, il s'opposait à l'influence stylistique française dans l'industrie de la mode allemande, en particulier le style « la garçonne », encourageant plutôt une mode plus folklorique pour les femmes ; la robe tracht (en), les jupes dirndl, la broderie et la chapellerie de style bavarois.
À son apogée en 1938, l'Adefa comptait plus de 600 sociétés membres alliées. Les entreprises qui relevaient de cette bannière afficheraient dans leurs publicités et étiquettes dans leurs magasins d'exposition la phrase « Adefa - as Zeichen für Ware aus arischer Hand » (« Adefa - l'étiquette des vêtements fabriqués par les Aryens »). 